# Grotte de Motsetsi
La grotte de Motsetsi (ou Motsetse) est une cavité naturelle remplie de brèche fossile située à environ 14 kilomètres à l’est des sites de Sterkfontein et Kromdraai et à environ 45 kilomètres au nord-nord-ouest de Johannesburg, en Afrique du Sud. Le site de Motsetsi a été déclaré site du patrimoine national sud-africain.

## Historique des fouilles
Motsetsi a été investiguée depuis sa découverte par Lee Berger en 1999. Depuis, une série de fouilles a permis de récupérer des dizaines de milliers de fossiles. Des fouilles ont été menées à Motsetsi par l’Université du Witwatersrand et en collaboration avec Peter Schmid de l’Université de Zurich. Seule une très petite partie de ce site a pour l'heure été fouillée.

## Géologie
Le site de Motsetsi est une série de grottes dolomitiques remplies de brèches qui se sont formées dans une fissure le long d’une faille géologique.